# Pirganj
Pirganj (en bengali : পীরগঞ্জ) est une upazila du Bangladesh dans le district de Rangpur. En 1991, on y dénombrait 303 384 habitants.